# Grœnlandia Antiqua
Grœnlandia Antiqua (Historia antigua de Groenlandia) es una obra histórica sobre Groenlandia. Fue escrita en latín y publicada en 1706 y cuya autoría se atribuye al historiador islandés Thormodus Torfæus. Curiosa la mención en la página 100 sobre la figura del mitológico kraken que según el autor habitaba sus aguas. La obra recibió muchas críticas, pues aporta información imprecisa sobre la costa oriental groenlandesa, que no fueron confirmadas hasta la llegada de exploradores que, al garantizar la observación in-situ, ofrecieron más detalles y corroboraron o desmintieron sus aportaciones.